# Pieni Sikosaari (ö i Södra Karelen)
Pieni Sikosaari är en ö i Finland. Den ligger i sjön Simpelejärvi och i kommunen Parikkala i den ekonomiska regionen  Imatra ekonomiska region  och landskapet Södra Karelen, i den sydöstra delen av landet, 280 km nordost om huvudstaden Helsingfors. Öns area är 10,6 hektar och dess största längd är 490 meter i sydöst-nordvästlig riktning.